# فیزلر فی ۹۹
فایسر اف‌آی-۹۹ (به انگلیسی: Fieseler_Fi_99) یک هواگرد ملخ‌پیشین تک‌موتوره از نوع ورزشی ساخت شرکت Fieseler است. هواگرد فایسر اف‌آی-۹۹ نخستین پروازش را در ۲۲ آوریل ۱۹۳۷ میلادی انجام داد. در مجموع، تعداد ۱ فروند از این هواگرد ساخته شده‌است.